# Serratula monardii var. abulensis
Serratula monardii subsp. abulensis é uma variedade de planta com flor pertencente à família Asteraceae. 
A autoridade científica da variedade é (Pau) Cantó, tendo sido publicada em Lagascalia 15 (Extra): 382 (1988).

## Portugal
Trata-se de uma variedade presente no território português, nomeadamente em Portugal Continental.
Em termos de naturalidade é endémica da Península Ibérica.

## Protecção
Não se encontra protegida por legislação portuguesa ou da Comunidade Europeia.